# ساکورا کوئست
ساکورا کوئست (ژاپنی: サクラクエスト هپبورن: Sakura Kuesuto) یک مجموعه انیمه تلویزیونی ژاپنی ۲۵ قسمتی ساختهٔ پی.ای. ورکس و به کارگردانی سویچی ماسوی است. این مجموعه از ۵ آوریل تا ۲۰ سپتامبر ۲۰۱۷ پخش شد. این انیمه به عنوان بخشی از «مجموعه‌های کاری» پی.ای. ورکس توصیف می‌شود که داستان‌هایشان دربارهٔ مردم و شغل آنهاست. از جمله هاناساکو ایروها و شیروباکو.

## خلاصه داستان
یوشینو کوهارو زن جوانی است که در توکیو به دنبال کار می‌گردد اما تلاش‌هایش بی‌نتیجه بوده. با این حال، او با یک پیشنهاد کاری عجیب دریافت می‌کند. او باید با هیئت گردشگری روستای مانویاما که از نظر اقتصادی در مشکل است، همکاری کرده و «ملکهٔ» آنها شود. یوشینو که هیچ گزینهٔ دیگری پیش رویش نیست، پیشنهاد را می‌پذیرد و به مانویاما سفر می‌کند تا اینکه متوجه می‌شود که او را با شخص دیگری اشتباه گرفته‌اند و مدت قراردادش نیز به جای یک روز، یک سال است. یوشینو که هیچ جایی برای رفتن ندارد، با اکراه ملکه مانویاما می‌شود. او به مردم شهر کمک می‌کند تا بتوانند رفاه بیشتری برای خود به ارمغان بیاورند.